# Peter C. Kjærgaard
Peter C. Kjærgaard (født 15. maj 1968 i Charlottenlund) er en dansk museumsdirektør, professor og forfatter. Han var direktør på Statens Naturhistoriske Museum fra 2015 til 2024, hvor han foretog en transformation af museet til et af de meste besøgte i Danmark. En omorganisering af Statens Naturhistoriske Museum i 2018 skabte stor debat, men viste sig at bære frugt.
Peter C. Kjærgaard har i samme periode rejst et trecifret millionbeløb til udstillinger og aktiviteter til et af Danmarkshistoriens største museumsprojekter, det nye nationalmuseum for naturen i Botanisk Have i København.
Tidligere i sin karriere har Peter C. Kjærgaard stået bag den centrale evolutionstrappe på det nye Moesgaard Museum.
Peter C. Kjærgaard er oldebarn af tidligere statsminister Thomas Madsen-Mygdal og barnebarn af frihedskæmper og politiker Andreas Hessellund Kjærgaard-Jensen. Han er gift med professor, grundforskningscenterleder, overlæge, dr.med. Tine Jess og er bosat i Hellerup.

## Uddannelse og karriere
Peter C. Kjærgaard blev student ved Randers Amtsgymnasium i 1987, cand.mag. fra Aarhus Universitet 1995 med studieophold ved École normale supérieure i Paris, senere også Oxford University. Han blev ph.d. fra Aarhus Universitet i 2000 og var derefter adjunktur samme sted og senere lektor indtil 2010, hvorefter han var professor i evolutionsstudier indtil 2015. I 2015 blev han direktør for Statens Naturhistoriske Museum samt professor i evolutionshistorie. Han har endvidere været gæsteforsker ved University of Cambridge, Harvard University. I 2024 blev der berrettet om dårligt arbejdsmiljø under hans ledelse. Kjærgaard har opsagt sin stilling som direktør for Statens Naturhistoriske Museum med virkning fra udgangen af 2024.

## Tillidsposter og udmærkelser
- Modtager af P.W. Lund Medaljen, Lagoa Santa, Brasilien
- Modtager af H.O. Lange Prisen for fremragende forskningsformidling
- Medlem af Linnean Society of London
- Forperson for Kulturklubben i København (sammenslutning af hovedstadens kulturinstitutioner)
- Medlem af Slots- og Kulturstyrelsens Museumsråd
- Bestyrelsesmedlem, Fiskeri- og Søfartsmuseet, Esbjerg
- Bestyrelsesmedlem, GeoCenter Danmark
- Bestyrelsesmedlem, Folkeuniversitetet i København
- Bestyrelsesmedlem, Skoletjenesten
- Advisory Board, Aarhus Institute of Advanced Studies
- Scientific Advisory Committee, Sapience, Bergen Universitet
- Tænketank for København som Børnekulturhovedstad
- Juryen for arkitektkonkurrence for et nye naturhistorisk museum i Berlin

## Udgivelser
- Familien
- Dansk Naturvidenskabs Historie Arkiveret 1. april 2023 hos  Wayback Machine
- Science in Denmark [https://unipress.dk/udgivelser/s/science-in-denmark/]
- Universitet og videnskab Arkiveret 23. oktober 2015 hos  Wayback Machine
- Wittgenstein og videnskaberne Arkiveret 5. oktober 2023 hos  Wayback Machine